# (6008) 1990 BF2
(6008) 1990 BF2 es un asteroide perteneciente al cinturón de asteroides, región del sistema solar que se encuentra entre las órbitas de Marte y Júpiter, descubierto el 30 de enero de 1990 por Seiji Ueda y el astrónomo Hiroshi Kaneda desde el Kushiro Marsh Observatory, Hokkaido, Japón.

## Designación y nombre
Designado provisionalmente como 1990 BF2. 

## Características orbitales
1990 BF2 está situado a una distancia media del Sol de 2,217 ua, pudiendo alejarse hasta 2,305 ua y acercarse hasta 2,129 ua. Su excentricidad es 0,039 y la inclinación orbital 4,155 grados. Emplea 1206,32 días en completar una órbita alrededor del Sol.

## Características físicas
La magnitud absoluta de 1990 BF2 es 14. Tiene 3,707 km de diámetro y su albedo se estima en 0,513. 